# 英厄拉·伦德贝克
英厄拉·伦德贝克（瑞典語：Ingela Lundbäck，1975年5月11日—），瑞典女子乒乓球运动员。她曾代表瑞典参加2008年、2012年、2016年和2020年夏季残疾人奥林匹克运动会乒乓球比赛，获得二枚银牌和一枚铜牌。